# ATP de San José
O SAP Open ou ATP de San Jose foi uma competição de tênis, realizada no HP Pavilion de San Jose, em piso rápido indoor, em San José, Califórnia, Estados Unidos. Estreou em 1994, em substituição a São Francisco.

## Finais

### Simples
| Ano  | Campeão            | Vice-campeão       | Resultado       |
| ---- | ------------------ | ------------------ | --------------- |
| 2013 | Milos Raonic       | Tommy Haas         | 6–4, 6–3        |
| 2012 | Milos Raonic       | Denis Istomin      | 7–63, 6–2       |
| 2011 | Milos Raonic       | Fernando Verdasco  | 7–66, 7–65      |
| 2010 | Fernando Verdasco  | Andy Roddick       | 3–6, 6–4, 6–4   |
| 2009 | Radek Stepanek     | Mardy Fish         | 3–6, 6–4, 6–2   |
| 2008 | Andy Roddick       | Radek Stepanek     | 6–4, 7–5        |
| 2007 | Andy Murray        | Ivo Karlović       | 36–7, 6–4, 7–62 |
| 2006 | Andy Murray        | Lleyton Hewitt     | 2–6, 6–1, 7–6   |
| 2005 | Andy Roddick       | Cyril Saulnier     | 6–0, 6–4        |
| 2004 | Andy Roddick       | Mardy Fish         | 7–613, 6–4      |
| 2003 | Andre Agassi       | Davide Sanguinetti | 6–3, 6–1        |
| 2002 | Lleyton Hewitt     | Andre Agassi       | 4–6, 7–66, 7–64 |
| 2001 | Greg Rusedski      | Andre Agassi       | 6–3, 6–4        |
| 2000 | Mark Philippoussis | Mikael Tillstrom   | 7–5, 4–6, 6–3   |
| 1999 | Mark Philippoussis | Cecil Mamiit       | 6–3, 6–2        |
| 1998 | Andre Agassi       | Pete Sampras       | 6–2, 6–4        |
| 1997 | Pete Sampras       | Greg Rusedski      | 3–6, 5–0, ab.   |
| 1996 | Pete Sampras       | Andre Agassi       | 6–2, 6–3        |
| 1995 | Andre Agassi       | Michael Chang      | 6–2, 1–6, 6–3   |
| 1994 | Renzo Furlan       | Michael Chang      | 3–6, 6–3, 7–5   |

### Duplas
| Ano  | Campeões                            | Vice-campeões                       | Resultado         |
| ---- | ----------------------------------- | ----------------------------------- | ----------------- |
| 2013 | Xavier Malisse Frank Moser          | Lleyton Hewitt Marinko Matosevic    | 6–0, 56–7, [10–4] |
| 2012 | Mark Knowles Xavier Malisse         | Kevin Anderson Frank Moser          | 6–4, 1–6, [10–5]  |
| 2011 | Scott Lipsky Rajeev Ram             | Alejandro Falla Xavier Malisse      | 6–4, 4–6, [10–8]  |
| 2010 | Mardy Fish Sam Querrey              | Benjamin Becker Leonardo Mayer      | 7–63, 7–5         |
| 2009 | Tommy Haas Radek Stepanek           | Rohan Bopanna Jarkko Nieminen       | 6–2, 6–3          |
| 2008 | Scott Lipsky David Martin           | Bob Bryan Mike Bryan                | 7–64, 7–5         |
| 2007 | Eric Butorac Jamie Murray           | Chris Haggard Rainer Schüttler      | 7–5, 7–66         |
| 2006 | John McEnroe Jonas Björkman         | Paul Goldstein Jim Thomas           | 7–62, 4–6, 10–7   |
| 2005 | Wayne Arthurs Paul Hanley           | Yves Allegro Michael Kohlmann       | 7–64, 6–4         |
| 2004 | James Blake Mardy Fish              | Rick Leach Brian MacPhie            | 6–2, 7–5          |
| 2003 | Hyung-Taik Lee Vladimir Voltchkov   | Paul Goldstein Robert Kendrick      | 7–5, 4–6, 6–3     |
| 2002 | Wayne Black Kevin Ullyett           | John-Laffnie de Jager Robbie Koenig | 6–3, 4–6, 10–5    |
| 2001 | Mark Knowles Brian MacPhie          | Jan-Michael Gambill Jonathan Stark  | 6–3, 7–64         |
| 2000 | Jan-Michael Gambill Scott Humphries | Lucas Arnold Ker Eric Taino         | 6–1, 6–4          |
| 1999 | Todd Woodbridge Mark Woodforde      | Aleksandar Kitinov Nenad Zimonjić   | 7–5, 36–7, 6–4    |
| 1998 | Todd Woodbridge Mark Woodforde      | Nelson Aerts André Sá               | 6–1, 7–5          |
| 1997 | Brian MacPhie Gary Muller           | Mark Knowles Daniel Nestor          | 4–6, 7–6, 7–5     |
| 1996 | Trevor Kronemann David Macpherson   | Richey Reneberg Jonathan Stark      | 6–4, 3–6, 6–3     |
| 1995 | Jim Grabb Patrick McEnroe           | Alex O'Brien Sandon Stolle          | 3–6, 7–5, 6–0     |
| 1994 | Rick Leach Jared Palmer             | Byron Black Jonathan Stark          | 4–6, 6–4, 6–4     |